# Liste der Monuments historiques in Les Éduts
Die Liste der Monuments historiques in Les Éduts führt die Monuments historiques in der französischen Gemeinde Les Éduts auf.

## Liste der Bauwerke
| Bezeichnung        | Beschreibung                  | Standort | Kennzeichnung | Schutzstatus | Datum | Bild           |
| ------------------ | ----------------------------- | -------- | ------------- | ------------ | ----- | -------------- |
| Kirche St-Révérend | Erbaut ab dem 12. Jahrhundert | (Lage)   | PA00104681    | Inscrit      | 1973  | weitere Bilder |

## Liste der Objekte
| Bezeichnung                                  | Beschreibung                       | Standort                         | Kennzeichnung | Schutzstatus | Datum | Bild |
| -------------------------------------------- | ---------------------------------- | -------------------------------- | ------------- | ------------ | ----- | ---- |
| Wandmalerei Madonna mit Kind                 | vermutlich aus dem 14. Jahrhundert | in der Kirche St-Révérend (Lage) | PM17001559    | Inscrit      | 1989  |      |
| Wandmalerei Martyrium des heiligen Sebastian | vermutlich aus dem 15. Jahrhundert | in der Kirche St-Révérend (Lage) | PM17001560    | Inscrit      | 1989  |      |